# Paramphiascella hispida
Paramphiascella hispida är en kräftdjursart som först beskrevs av Brady 1880. Enligt Catalogue of Life ingår Paramphiascella hispida i släktet Paramphiascella och familjen Diosaccidae, men enligt Dyntaxa är tillhörigheten istället släktet Paramphiascella och familjen Miraciidae. Arten är reproducerande i Sverige. Inga underarter finns listade i Catalogue of Life.